# Hayley Arceneaux
Hayley Arceneaux född 4 december 1991 i Baton Rouge, är en amerikansk läkarassistent och rymdturist.
Hon arbetar som läkarassistent vid St. Jude Children’s Research Hospital i Memphis i Tennessee. Hon har överlevt bencancer och  åkte med miljardären Jared Isaacman på Spacexs första privata rymdfärd Inspiration4. Vid 29 års ålder blev Arceneaux den yngsta amerikanen i rymden. 
Hayley växte upp i St. Francisville i Louisiana. Vid tio års ålder diagnostiserades hon med en bentumör i vänster lår. Hon behandlades vid St. Jude Children's Research Hospital, där hon fick knäprotes och lårprotes. Efter att ha återhämtat sig bestämde hon sig för att arbeta på detta barnsjukhus som specialiserat sig på cancerbehandling.

## Inspiration
Den 5 januari 2021 gav den amerikanska entreprenören och miljardären Jared Isaacman henne ett erbjudande att följa med honom på en gratis rymdfärd i farkosten Spacex Dragon 2 som han hade chartrat. Hon tackade omedelbart ja till detta erbjudande. Förutom Isaacman och Arceneaux valdes även Sian Proctor och Christopher Sembroski ut att delta i uppdraget. Därefter genomgick de astronaututbildning hos rymdfarkostens operatör och tillverkare Spacex. Rymdflygningen ägde rum mellan 16 och 19 september 2021 och kallades Inspiration4. Under rymdfärden tjänstgjorde hon som besättningens chefsläkare.